# Hengdian, Jinhua
Hengdian är en köping i centrala Zhejiang-provinsen i östra Kina. Orten är belägen 38 mil från Shanghai och är mest känd för Hengdian World Studios, en filmstad där en stor del av Kinas filmer spelas in.